# Riera de Rupit
La riera de Rupit es un afluente del río Ter por su izquierda. Nace de un conjunto de fuentes y torrentes que se originan en las zonas altas de la sierra de Collsacabra. La riera empieza a tomar forma después de cruzar el puente de los Tres Ojos, en el molino del Soler, donde forma una poza. Después de cruzar el pueblo de Rupit, la cascada del Rodó y la Pomareda, sus aguas se despeñan por el salto de Sallent, el elemento más importante de su recorrido. Bajo el salto se forma la poza del Diablo y luego, el río atraviesa un tramo boscoso de las Guillerías para desembocar en el embalse de Susqueda.

## El salto de Sallent
Se trata de una cascada de unos cien metros de altura muy popular entre los barranquistas. El salto es prácticamente vertical y separa el Collsacabra de las Guillerías. Después de nacer en un entorno de arenisca, la riera se precipita por un alto balcón calcáreo cuya mitad inferior es de travertino.
La bajada se ha dividido en dos partes de unos 50 m cada una, con líneas de rápeles a la derecha de la cascada.

## Los puentes
En Rupit hay un puente colgante sobre la riera que fue construido en el año 1945 y reconstruido en 1994. El puente de can Badaire fue reconstruido en 1983 y servía de paso entre Rupit y Susqueda. El puente de la Sala es un puente medieval que comunica el pueblo con Cantonigrós.